# Litija
Litija (in tedesco Littai) è una città e un comune della Slovenia nella regione storica della Bassa Carniola, situato nella valle del fiume Sava. La città ospita circa 7.000 persone, mentre la popolazione del comune è di circa 15.000 (il comune è stato censito nel 2006). Si trova a circa metà strada tra la capitale slovena Lubiana e Zidani Most. È citata per la prima volta in documenti ecclesiastici nel 1145.
Secondo Janez Vajkard Valvasor, il nome deriva dal latino litus, la città sorge, infatti, su entrambi i lati del fiume Sava. In epoca romana una fonte primaria di reddito per la popolazione fu l'estrazione mineraria sviluppata in Litija fino al 1965, quando la più grande delle miniere chiuse. Nel 1849 le Ferrovie austriache raggiungendo Litija modificarono la sua economia e causando la fine della maggior parte delle professioni tradizionali locali.

## Monumenti e luoghi d'interesse
- Sveti Martin. La parrocchiale risale al XII secolo ma venne ricostruita a fine ottocento in stile neoromanico e neogotico.
- Grad Bogenšperk. Castello citato nel 1533 con il nome di Wagensberg, costruito in un sito ove vennero rinvenuti resti di necropoli preistoriche. Acquistato nel 1672 dal barone Janez Vajkard Valvasor, in esso il barone vi preparò il suo storico trattato. Venne successivamente ceduto nel 1692. Ora è sede museale.